# Teoc
Teoc é uma área não incorporada localizada no Condado de Carroll, Mississippi, EUA. Faz parte da região metropolitana de Greenwood, Mississippi, distando-se à aproximadamente 11 km ao nordeste de Greenwood.